# Orkanen Flora
Orkanen Flora var den sjunde namngivna tropiska cyklonen och den sjätte som nådde orkanstyrka under 1963 års orkansäsong i Atlanten. "Flora" som nådde kategori 4 i styrka på den femgradiga Saffir–Simpsons orkanskala har gått till historien som en av de dödligaste och mest destruktiva tropiska cyklonerna i Atlanten under 1900-talet. De hårdast drabbade länderna var Kuba, Dominikanska republiken och Haiti men även Små Antillerna, Florida och Bahamas drabbades av orkanen. Antalet dödsoffer beräknas ha varit 7000 - 8000.

## Stormhistoria
Flora föddes den 26 september som en tropisk depression ca 1 200 km sydväst om Kap Verde-öarna. Liksom många andra tropiska cykloner i Atlanten var den därmed en s.k. Kap-Verde orkan. De första dagarna hände inte mycket med lågtrycket. Först den 29 september nådde cyklonen stormstyrka och blev därmed namngiven. Lågtryckets centrum befann sig då ca 570 km norr om Franska Guyanas kust. De följande två dygnen skedde emellertid en snabb intensifiering. Redan den 30 september hade orkanen nått kategori 3-status på orkanskalan med en medelvind på ca 190 km/h (gräsen för orkan går vid 119 km/h, dvs. 33 m/s). Ovädrets centrum passerade rakt över Tobago och orsakade mycket stora skador. Efter att ha kommit in i Karibiska havet ändrades kursen till nordväst samtidigt som orkanen fortsatte att intensifieras. Sin maximala styrka nådde "Flora" den 3 oktober, strax söder om Hispaniola, som delas av Haiti och Dominikanska republiken, med en medelvind på 65 m/s (230 km/h och ett lufttryck i ögat på 940 millibar.
Kort därefter gjorde orkanen "landfall" på Hispaniola (cyklonens centrum nådde land). Vid kusterna orsakade vinden den de största skadorna. I inlandet var det emellertid skyfallen som orsakade den värsta förödelsen. På den bergiga ön föll enorma regnmängder som orsakade mycket svåra översvämningar. I Dominikanska republiken omkom 400 personer i vattenmassorna. Haiti drabbades ännu värre med troligen så många som 5000 döda. Förutom enorma materiella skador förstörde vinden och översvämningarna även en stor del av årets skördar.
Efter att ha hemsökt Hispaniola drog en lite försvagad orkan vidare mot Kuba som en kategori 3-orkan med vindhastigheter på ca 55 m/s. Hårdast drabbades sydöstra Kuba. Även här orsakade orkanen enorma översvämningar i inlandet medan de starka vindarna slet av taken på de flesta husen i kustområdena. Översvämningarna dränkte hela städer och lokalt föll det så mycket som 80 tum regn (ca 2 000 mm) medan orkanen passerade ön. Totalt omkom 1 750 personer på Kuba.
Efter passagen över Kuba var orkanen kraftigt försvagad. Den intensifierades igen och nådde fram till Bahamas den 9 oktober med orkanstyrka. Här blev emellertid skadorna mycket mindre. Orkanvarning var även utfärdad i Florida men ögat passerade ca 530 km öster om Miami. Efter passagen över Bahamas drog ovädret ut över Atlanten och upplöstes den 12 oktober. 
Med hänsyn till den enorma förödelse som ovädret orsakade får inte namnet Flora användas på nya tropiska cykloner i Atlanten.

## De dödligaste tropiska cyklonerna/orkanerna i Atlanten
"Flora" tillhör de orkaner som krävt flest dödsoffer i Atlanten/Karibiska havet. Följande oväder är de värsta man känner till i fråga om antalet dödsoffer. Årtalet anges inom parentes. Observara att tropiska cykloner inte fick några officiella namn före 1950-talet.
1. Stora orkanen 1780 (the great hurricane) - 22 000 (1780)
2. Orkanen Mitch - 11 000-18 000 (1998)
3. Orkanen Galveston - 8 000-12 000 (1900)
4. Orkanen Fifi - 8 000-10 000 (1974)
5. Dominican republic hurricane 2 000 - 8 000 (1930)
6. Orkanen Flora - 7 186-8 000 (1963)
7. Pointe-a-Pitre hurricane - över 6 000 (1776)
8. New Foundland hurricane - 4 000-4 163 (1775)